# Aphodiinae

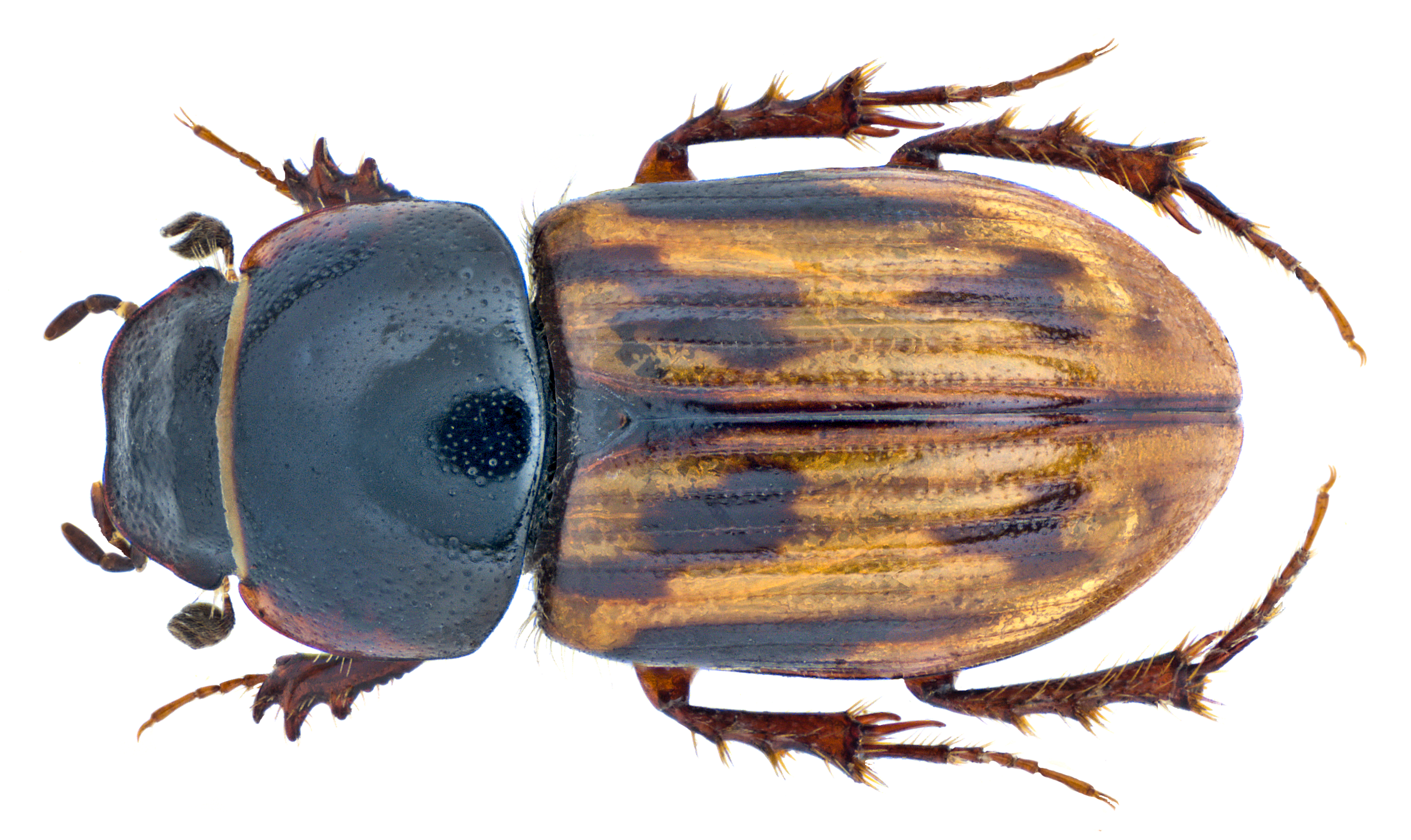
Tribus Aphodiini: Chilothorax distinctus

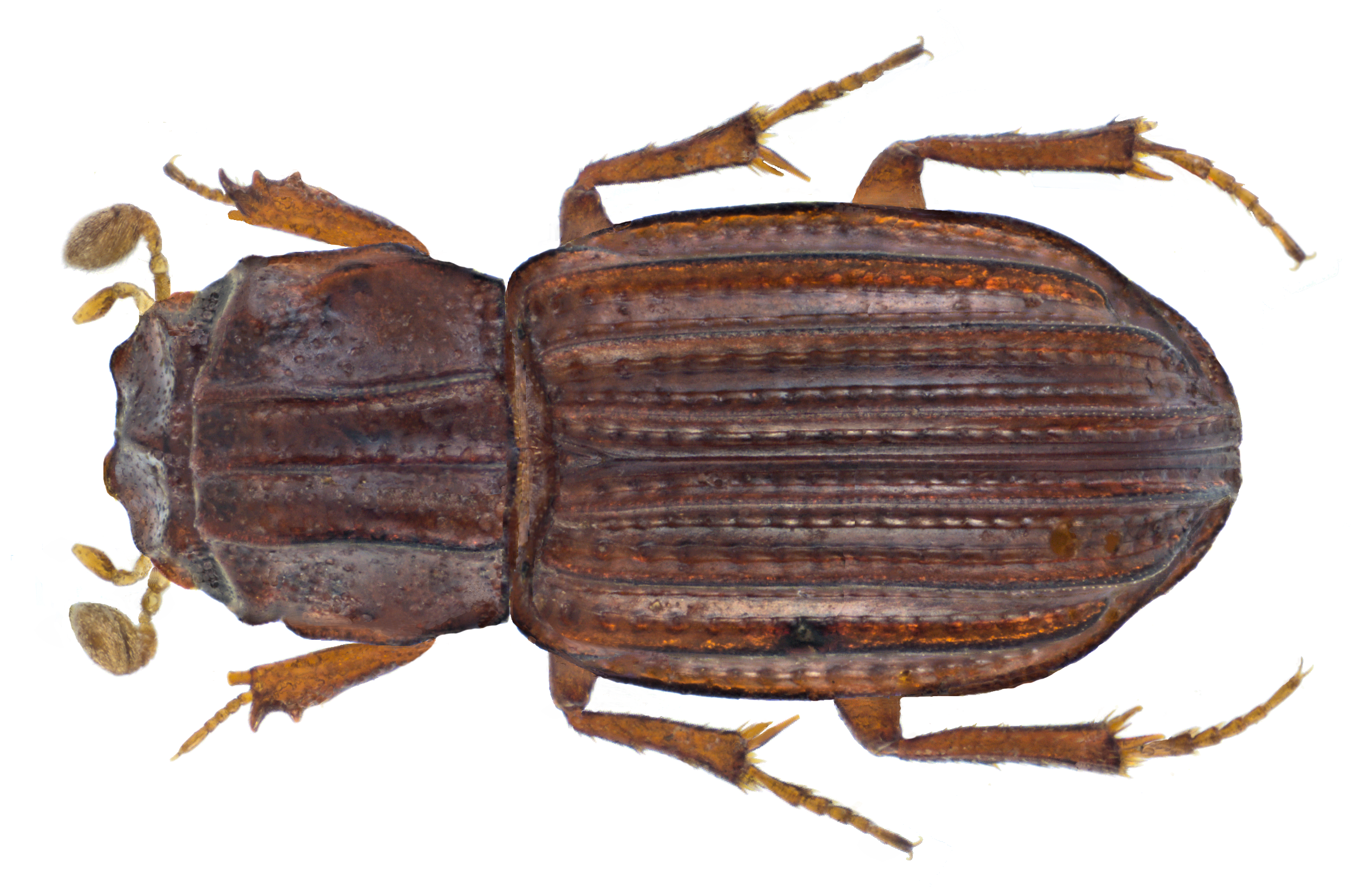
Tribus Eupariini: Notocaulus sachtlebeni

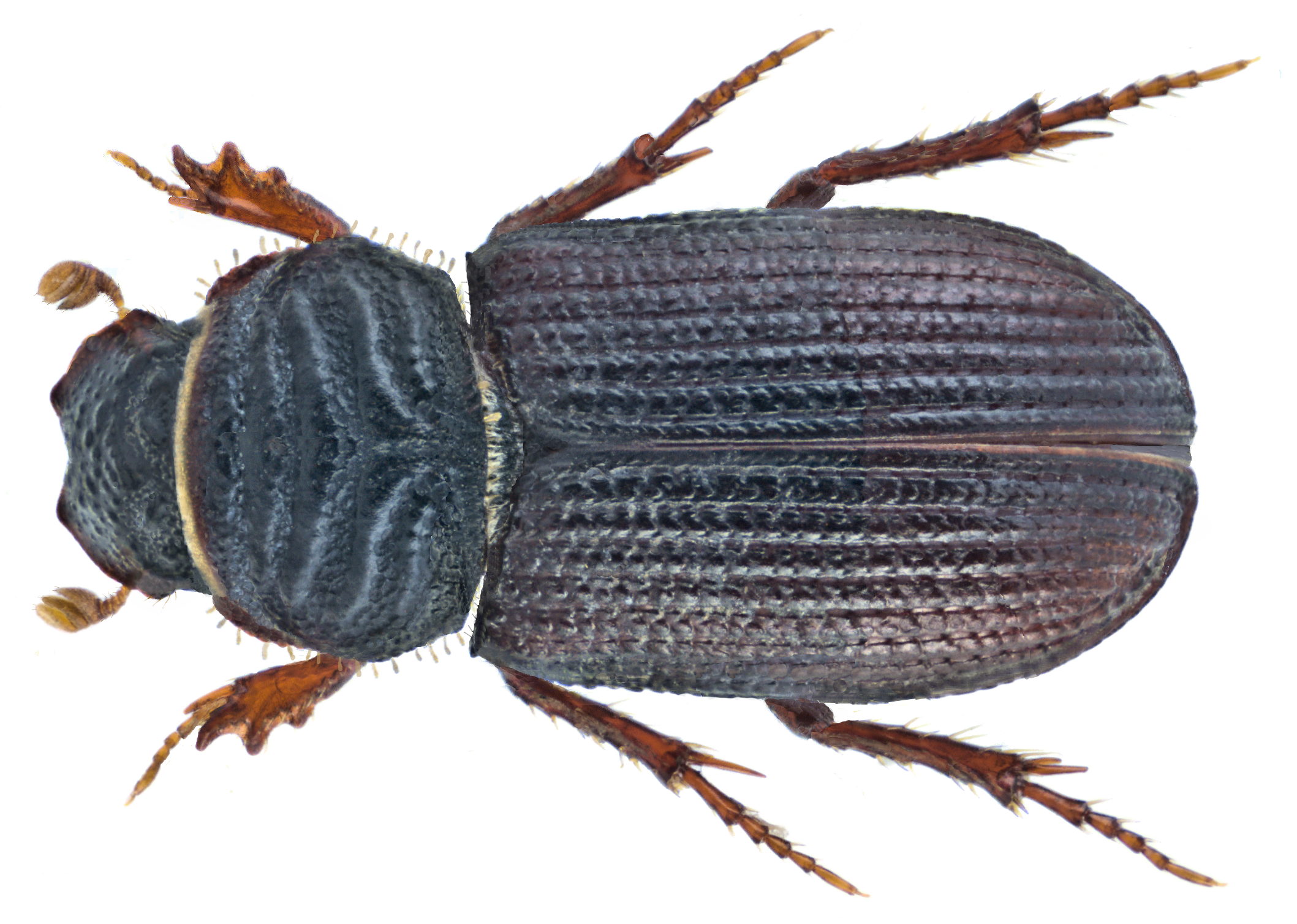
Tribus Psammodiini: Rhyssemus germanus

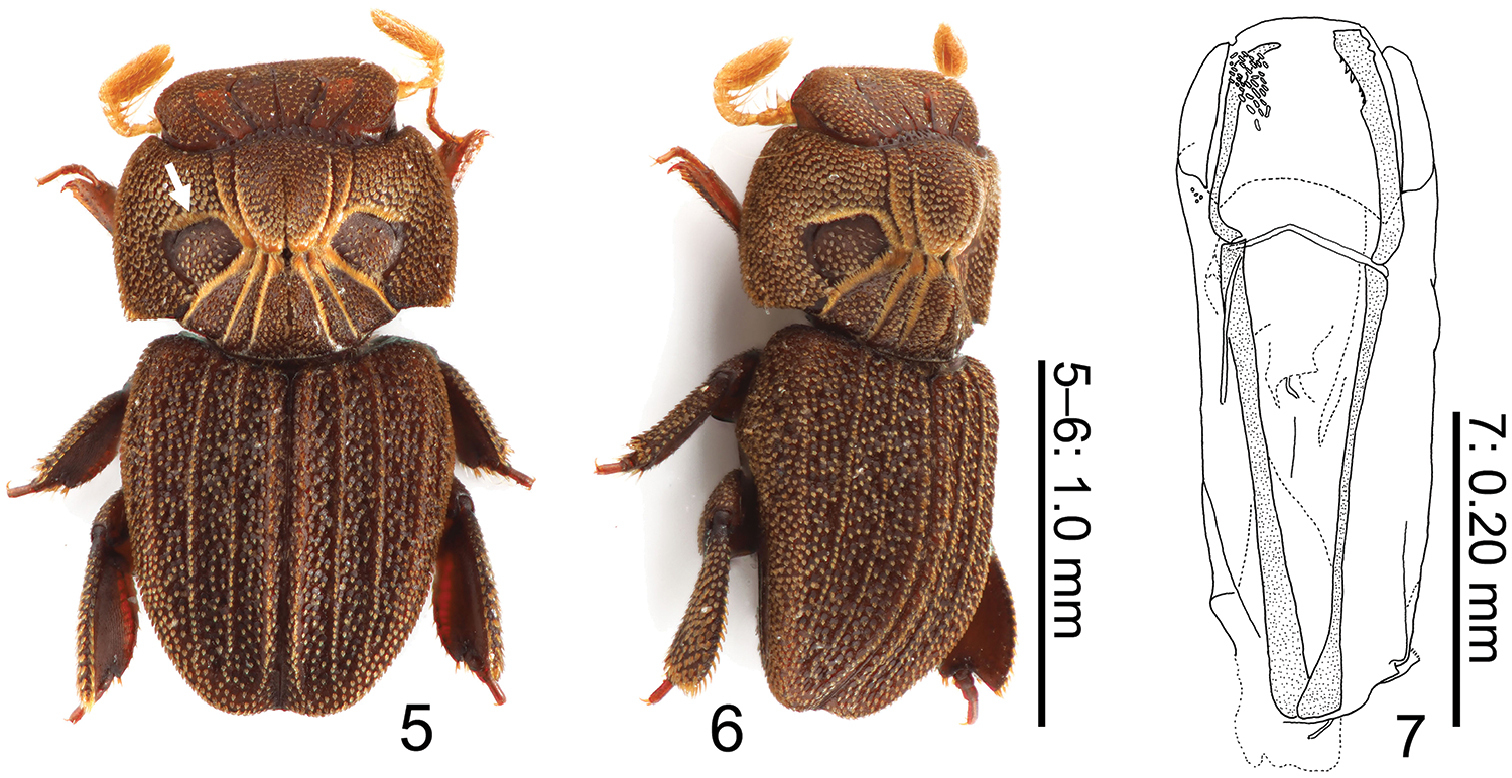
Tribus Stereomerini: Cheleion jendeki

Die Aphodiinae (Typusgattung: Aphodius Hellwig, 1798) sind eine weltweit verbreitete Unterfamilie kleiner, häufig dungassoziierter Blatthornkäfer mit etwa 3539 Arten in 376 Gattungen. Gelegentlich findet sich der deutsche Trivialname Dungkäfer. Allerdings wird der Begriff meistens für dungassoziierten Käfer im weiteren Sinne verwendet, also auch Vertreter der verwandten Scarabeinae oder der Geotrupidae.
Die Aphodiinae wurden früher als Familie Aphodiidae betrachtet und sind in diesem Rang noch in älteren Publikationen zu finden.

## Merkmale
Die meisten Aphodiinae sind  kleiner als 8 mm, einige exotische Arten bis 15 mm groß. Sie sind länglich bis oval, der Kopf mit einem erweiterten Clypeus, der die Mundteile bei Ansicht von oben verdeckt. Die Mandibeln sind häufig reduziert. Die Antennen mit neun Gliedern, die letzten drei sind zu einer Fühlerkeule erweitert. Die Mittelhüften berühren sich annähernd, mit einigen Ausnahmen. Die Hinterhüften üblicherweise mit zwei apikalen Dornen bewehrt. Das Abdomen mit sechs sichtbaren Sterniten. Das Pygidium teilweise oder komplett von den Elytren verdeckt. Die Tarsen üblicherweise mit deutlichen Klauen.

## Biologie und Lebensweise
Ein überwiegender Teil der Arten sind Dungkäfer, aber nicht alle. Tatsächlich besetzen die Aphodiinae durchaus verschiedene ökologische Nischen. Manche Arten ernähren sich von pflanzlichem Detritus, von verwesendem tierischen Gewebe oder Pilzen, manche leben vermutlich räuberisch, einige sind Untermieter bei Ameisen oder Termiten.
Die Larven nutzen häufig eine andere Nahrungsquelle als die adulten Tiere, was sich auch in einem anderen Bau der Mundwerkzeuge niederschlägt.
Dungassoziierte Arten finden sich typischerweise auf Weideland, Steppen, Sanddünen, in gemäßigten oder tropischen Wäldern. Manche Arten sind auf bestimmte Böden oder den Dung bestimmter, ganz überwiegend pflanzenfressender Tiere spezialisiert. Im Gegensatz zu den „echten“ Dungkäfern (Scarabaeinae) und den „Mistkäfern“ (Geotrupidae) vergraben sie selbst keinen Dung.
Die Imagos sind gute Flieger und verbreiten sich je nach Art zu bestimmten Zeitfenstern, oder kontinuierlich über die wärmeren Monate. Die meisten Arten sind tagaktiv, einige wenige dämmerungs- und nachtaktiv und fliegen Lichtquellen an. Sie werden oft in großer Zahl in ihrem Zielsubstrat angetroffen und können üblicherweise leicht per Kescherfang oder auch aus Dunghaufen gesammelt werden.

## Systematik
Die Klassifikation der Tribus und Untertribus ist noch instabil und variiert teilweise von Publikation zu Publikation. Die World Scarabaeidae Database (2022) listet folgende Tribus und Untertribus:
- Aphodiini Leach, 1815 (2201 Arten, weltweit)
  - Aphodiina Leach, 1815
  - Didactyliina Pittino, 1984
  - Proctophanina Stebnicka and Howden, 1995
- Corythoderini Schmidt, 1910 (36 Arten, Afrotropis, Orientalis)
- Eupariini Schmidt, 1910 (634 Arten, weltweit)
- Hornietiini Minkina, 2020 (1 Art, Nearktis)
- Odochilini Rakovič, 1987 (22 Arten, Paläarktis, Orientalis)
- Odontolochini Stebnicka and Howden, 1996 (26 Arten, pantropisch[3])
- †Psammaegialiini Nikolajev, Wang & Zhang, 2014 (2 Arten, Paläarktis)
- Psammodiini Mulsant, 1842 (470 Arten, weltweit)
  - Phycocina Landin, 1960
  - Psammodiina Mulsant, 1842
  - Rhyssemina Pittino and Mariani, 1986
- Rhyparini Howden and Storey, 1992 (112 Arten, weltweit außer Paläarktis)
- Stereomerini Howden and Storey, 1992 (24 Arten, Orientalis, Australis, Neotropis)
- Termitoderini Tangelder and Krikken, 1982 (6 Arten, Afrotropis)
- Thinorycterini Semenov & Reichardt, 1925 (5 Arten, Paläarktis)

Die Aegialiini gehörten ursprünglich ebenfalls zu den Aphodiinae, werden jedoch mittlerweile als eigene Unterfamilie Aegialiinae Laporte de Castelnau, 1840 geführt.

## Europäische Arten (Auswahl)
- Acrossus rufipes – Rotfuß
- Aphodius fimetarius – Gemeiner Dungkäfer
- Bodilus ictericus
- Chilothorax distinctus – Gefleckter Dungkäfer
- Melinopterus prodromus – Hellrandiger Dungkäfer
- Nimbus contaminatus – Kaninchen-Dungkäfer
- Rhyssemus germanus